# Керш, Джордж
Джордж Керш (англ. George Kersh; род. 3 июля 1968, Pearl, Миссисипи) — американский легкоатлет, специалист по бегу на средние дистанции. Выступал за сборную США по лёгкой атлетике в 1980-х и 1990-х годах, чемпион Игр доброй воли в Сиэтле, призёр стартов национального и международного значения, участник чемпионата мира в Токио. Тренер по лёгкой атлетике.

## Биография
Джордж Керш родился 3 июля 1968 года в городе Перл, штат Миссисипи.
Занимался лёгкой атлетикой во время учёбы в местной старшей школе Pearl High School, где добился больших успехов в беге на средние дистанции. Так, в 1986 году вошёл в состав американской сборной и выступил на впервые проводившемся юниорском мировом первенстве в Афинах — в финале бега на 800 метров с результатом 1:50.41 финишировал восьмым. Дважды устанавливал национальный рекорд среди школьников в дисциплине 800 метров, показав лучший результат в 1987 году — 1:46.58. Рекорд продержался девять лет и был превзойдён калифорнийцем Майклом Гранвиллом. Ныне в честь Керша в Перле названа улица George Kersh Drive.
Продолжил спортивную карьеру в Колледже Тафт в Калифорнии. В 1988 году пытался пройти отбор на летние Олимпийские игры в Сеуле, но на национальном олимпийском отборочном турнире в Новом Орлеане пришёл к финишу четвёртым, не сумев попасть в число призёров.
В апреле 1989 года одержал победу на соревнованиях Mt. SAC Relays в Уолнате, установив ныне действующий национальный рекорд среди студентов общественных колледжей — 1:46.60. В составе американской сборной выступил на нескольких крупных международных стартах в Европе: Атлетиссима, Бислеттские игры, DN Galan и др.
Впоследствии перевёлся в Миссисипский университет, где так же показывал высокие результаты, в частности в 1990 году выиграл серебряную медаль на чемпионате Национальной ассоциации студенческого спорта (NCAA). На чемпионате США в Норуолке стал серебряным призёром в беге на 800 метров, уступив только Марку Эверетту. Принимал участие в Играх доброй воли в Сиэтле — на сей раз обошёл Эверетта и завоевал золото.
В 1991 году был лучшим на чемпионатах NCAA в помещении и на открытом стадионе, получил серебро на чемпионате США в Нью-Йорке. Представлял страну на чемпионате мира в Токио — в зачёте бега на 800 метров дошёл до стадии полуфиналов.
В 1992 году на национальном олимпийском отборочном турнире в Новом Орлеане установил свой личный рекорд в дисциплине 800 метров — 1:44.00, но финишировал лишь четвёртым, и этого оказалось недостаточно для отбора на Олимпийские игры в Барселоне.
Завершил спортивную карьеру по окончании сезона 1997 года.
Впоследствии Керш работал тренером по кроссу и лёгкой атлетике в своей родной старшей школе Pearl High School.